# Plymouth (Iowa)
Pour les articles homonymes, voir Plymouth.
Plymouth est une ville du comté de Cerro Gordo, en Iowa, aux États-Unis, en bordure de la rivière Shell Rock (en). Elle est incorporée le 18 octobre 1900.

## Source de la traduction
- (en) Cet article est partiellement ou en totalité issu de l’article de Wikipédia en anglais intitulé « Plymouth, Iowa » (voir la liste des auteurs).